# 思笼县
思籠縣是唐代嶺南道邕州所屬的一個縣。唐肅宗乾元後開山洞置，治所在今广西壮族自治区隆安县南，属邕州。北宋開寶五年（972年）廢入如和縣。